# Лойко (місто)
Лойко — місто в Бірмі, столиця штату Кая, населення 11,000. Основне населення — народ каренні. Для іноземців, щоб відвідати Лойко, потрібен додатковий дозвіл.

## Географія
Знаходиться в північній частині штату на висоті 1,200 м. над рівнем моря недалеко від нової столиці М'янми — Найп'їдо (П'їнмана).

### Клімат
Місто знаходиться у зоні, котра характеризується кліматом тропічних саван. Найтепліший місяць — квітень із середньою температурою 26.1 °C (79 °F). Найхолодніший місяць — січень, із середньою температурою 18.1 °С (64.6 °F).
| Клімат Лойко            | Клімат Лойко | Клімат Лойко | Клімат Лойко | Клімат Лойко | Клімат Лойко | Клімат Лойко | Клімат Лойко | Клімат Лойко | Клімат Лойко | Клімат Лойко | Клімат Лойко | Клімат Лойко | Клімат Лойко |
| Показник                | Січ.         | Лют.         | Бер.         | Квіт.        | Трав.        | Черв.        | Лип.         | Серп.        | Вер.         | Жовт.        | Лист.        | Груд.        | Рік          |
| Середній максимум, °C   | 26,8         | 29,4         | 32,7         | 34,3         | 31,5         | 28,8         | 28           | 27,8         | 28,6         | 28,8         | 27,8         | 26           | 29,2         |
| Середня температура, °C | 18,1         | 20           | 23,4         | 26,1         | 25,4         | 23,9         | 23,4         | 23,2         | 23,6         | 23,2         | 21,1         | 18,3         | 22,5         |
| Середній мінімум, °C    | 11,3         | 11,8         | 15,4         | 19,7         | 20,9         | 21,1         | 20,7         | 20,7         | 20,4         | 19,5         | 16,5         | 12,6         | 17,6         |
| Норма опадів, мм        | 7.5          | 3.3          | 6.9          | 50.2         | 175.6        | 214          | 241.3        | 282.5        | 236.5        | 155          | 53.7         | 13.7         | 1440.2       |
| Днів з опадами          | 1,6          | 1            | 1,7          | 5,6          | 16,3         | 21,9         | 24,1         | 25,5         | 20,1         | 13,1         | 5,8          | 2,3          | 139          |
| Вологість повітря, %    | 60           | 50.3         | 45.3         | 47.4         | 65.1         | 75.7         | 78.4         | 79.5         | 77.6         | 75.3         | 70.5         | 65.8         | 65.9         |
| ----------------------- | ------------ | ------------ | ------------ | ------------ | ------------ | ------------ | ------------ | ------------ | ------------ | ------------ | ------------ | ------------ | ------------ |
| Джерело: Weatherbase    |              |              |              |              |              |              |              |              |              |              |              |              |              |

## Економіка
За 20 км на схід від Лойко знаходиться найбільша гідроелектростанція, побудована Японією як репарації, електростанція побудована на водоспаді Лопіт.
До міста Лойко підходить нова залізниця Аунгбан — Пінлонг — Лойко.

## Пам'ятки
- Таунгкве-Зеді — вершина подвійної гори
- Мальовничі два озера і гори навколо міста
- Пагода Мйонан, що нагадує храм Ананди в Пагані
- Поселення народу падаунг із звичаями витягати шию за допомогою залізних кілець
- Базар Тірі-Мінгала з колоритними представниками малих народів